# Walfried
Walfried ist ein männlicher Vorname althochdeutscher Herkunft. 

## Herkunft und Bedeutung
Der Name Walfried leitet sich  von wal die in der Schlacht gefallenen und fridu Friede, Schutz her.

## Namenstag
Der Namenstag ist der 7. Juli. 

## Varianten
- Walfrid

weibliche Form
- Walfriede

## Namensträger
- Walahfried Strabo (808/809–849), Abt und Autor in Reichenau
- Bruder Walfrid (1840–1915), irischer Mönch und Gründer von Celtic F.C.
- Walfried Böcker (* um 1970), deutscher Musiker
- Walfried König (* 1938), deutscher Ministerialbeamter
- Walfried Winkler (1904–1982), deutscher Motorradrennfahrer

### Künstlername
- Ridi Walfried (1891–1979), österreichische Schauspielerin, Bühnen- und Drehbuchautorin